# In eminenti apostolatus specula
In eminenti apostolatus specula è una bolla pontificia antimassonica di Papa Clemente XII pubblicata il 28 aprile 1738.

## Caratteristiche generali
È il primo documento pontificio di condanna della massoneria e di scomunica per tutti coloro che vi aderiscono. Benché ritenuta definitiva, questa condanna non è che la prima di una lunga serie di condanne ripetute da quasi tutti i Pontefici successivi.

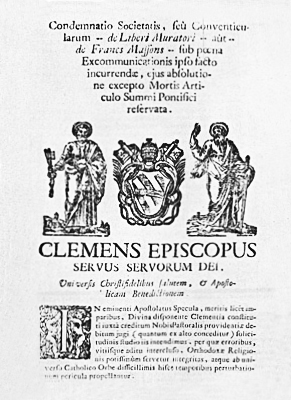
Pubblicazione della bolla pontificia: In eminenti apostolatus specula in Episcopus Clemens nel 1738.

Il testo della bolla è citato totalmente nella Providas Romanorum di Benedetto XIV del 1751.

## Testo della Bolla in italiano
Lettera Apostolica In eminenti,
di Papa Clemente Vescovo,
servo dei servi di Dio
A tutti i fedeli, salute e Apostolica Benedizione.
Posti per volere della Clemenza Divina, benché indegni, nell'eminente Sede dell'Apostolato, onde adempiere al debito della Pastorale provvidenza affidato a Noi, con assidua diligenza e con premura, per quanto Ci è concesso dal Cielo, abbiamo rivolto il pensiero a quelle cose per mezzo delle quali — chiuso l'adito agli errori ed ai vizi — si conservi principalmente l'integrità della Religione Ortodossa, e in questi tempi difficilissimi vengano allontanati da tutto il mondo Cattolico i pericoli dei disordini.
Già per la stessa pubblica fama Ci è noto che si estendono in ogni direzione, e di giorno in giorno si avvalorano, alcune Società, Unioni, Riunioni, Adunanze, Conventicole o Aggregazioni comunemente chiamate dei Liberi muratori o des Francs Maçons, o con altre denominazioni chiamate a seconda della varietà delle lingue, nelle quali con stretta e segreta alleanza, secondo loro Leggi e Statuti, si uniscono tra di loro uomini di qualunque religione e setta, contenti di una certa affettata apparenza di naturale onestà. Tali Società, con stretto giuramento preso sulle Sacre Scritture, e con esagerazione di gravi pene, sono obbligate a mantenere un inviolabile silenzio intorno alle cose che esse compiono segretamente.
Ma essendo natura del delitto manifestarsi da se stesso e generare il rumore che lo denuncia, ne deriva che le predette Società o Conventicole hanno prodotto tale sospetto nelle menti dei fedeli, secondo il quale per gli uomini onesti e prudenti l'iscriversi a quelle Aggregazioni è lo stesso che macchiarsi dell'infamia di malvagità e di perversione: se non operassero iniquamente, non odierebbero tanto decisamente la luce. Tale fama è cresciuta in modo così considerevole, che dette Società sono già state proscritte dai Prìncipi secolari in molti Paesi come nemiche dei Regni, e sono state provvidamente eliminate.
Noi pertanto, meditando sui gravissimi danni che per lo più tali Società o Conventicole recano non solo alla tranquillità della temporale Repubblica, ma anche alla salute spirituale delle anime, in quanto non si accordano in alcun modo né con le Leggi Civili né con quelle Canoniche; ammaestrati dalle Divine parole di vigilare giorno e notte, come servo fedele e prudente preposto alla famiglia del Signore, affinché questa razza di uomini non saccheggi la casa come ladri, né come le volpi rovini la Vigna; affinché, cioè, non corrompa i cuori dei semplici né ferisca occultamente gl'innocenti; allo scopo di chiudere la strada che, se aperta, potrebbe impunemente consentire dei delitti; per altri giusti e razionali motivi a Noi noti, con il consiglio di alcuni Venerabili Nostri Fratelli Cardinali della Santa Romana Chiesa, a ancora motu proprio, con sicura scienza, matura deliberazione e con la pienezza della Nostra Apostolica potestà, decretiamo doversi condannare e proibire, come con la presente Nostra Costituzione, da valere in perpetuo, condanniamo e proibiamo le predette Società, Unioni, Riunioni, Adunanze, Aggregazioni o Conventicole dei Liberi Muratori o des Francs Maçons, o con qualunque altro nome chiamate. Pertanto, severamente, ed in virtù di santa obbedienza, comandiamo a tutti ed ai singoli fedeli di qualunque stato, grado, condizione, ordine, dignità o preminenza, sia Laici, sia Chierici, tanto Secolari quanto Regolari, ancorché degni di speciale ed individuale menzione e citazione, che nessuno ardisca o presuma sotto qualunque pretesto o apparenza di istituire, propagare o favorire le predette Società dei Liberi Muratori o Francs Maçons o altrimenti denominate; di ospitarle o nasconderle nelle proprie case o altrove; di iscriversi ed aggregarsi ad esse; di procurare loro mezzi, facoltà o possibilità di convocarsi in qualche luogo; di somministrare loro qualche cosa od anche di prestare in qualunque modo consiglio, aiuto o favore, palesemente o in segreto, direttamente o indirettamente, in proprio o per altri, nonché di esortare, indurre, provocare o persuadere altri ad iscriversi o ad intervenire a simili Società, Unioni, Riunioni, Adunanze, Aggregazioni o Conventicole, sotto pena di scomunica per tutti i contravventori, come sopra, da incorrersi ipso facto, e senza alcuna dichiarazione, dalla quale nessuno possa essere assolto, se non in punto di morte, da altri all'infuori del Romano Pontefice pro tempore.
Vogliamo inoltre e comandiamo che tanto i Vescovi, i Prelati Superiori e gli altri Ordinari dei luoghi, quanto gl'Inquisitori dell'eretica malvagità deputati in qualsiasi luogo, procedano e facciano inquisizione contro i trasgressori di qualunque stato, grado, condizione, ordine dignità o preminenza, e che reprimano e puniscano i medesimi con le stesse pene con le quali colpiscono i sospetti di eresia. Pertanto concediamo e attribuiamo libera facoltà ad essi, e a ciascuno di essi, di procedere e di inquisire contro i suddetti trasgressori, e di imprigionarli e punirli con le debite pene, invocando anche, se sarà necessario, l'aiuto del braccio secolare.
Vogliamo poi che alle copie della presente, ancorché stampate, sottoscritte di mano di qualche pubblico Notaio e munite di sigillo di persona costituita in dignità Ecclesiastica, sia prestata la stessa fede che si presterebbe alla Lettera se fosse esibita o mostrata nell'originale.
A nessuno dunque, assolutamente, sia permesso violare, o con temerario ardimento contraddire questa pagina della Nostra dichiarazione, condanna, comandamento, proibizione ed interdizione. Se qualcuno osasse tanto, sappia che incorrerà nello sdegno di Dio Onnipotente e dei Santi Apostoli Pietro e Paolo.
Clemente P.P. XII, 28 aprile 1738

## Testo della Bolla in latino
Universis Christifidelibus,
In eminenti Apostolatus specula, meritis licet imparibus, divina disponente clementia, constituti iuxta creditum nobis pastoralis providentiae debitum iugi, quantum ex alto conceditur, solicitudinis studio iis intendimus, per quae erroribus, vitiisque aditu intercluso, Orthodoxae Religionis potissimum servetur integritas, atque ab universo Catholico Orbe difficillimis hisce temporibus perturbationum pericula propellantur.
§ 1. Sane vel ipso rumore publico nunciante, Nobis innotuit longe, lateque progredi, atque in dies invalescere nonnullas Societates, Coetus, Conventus, Collectiones, Aggregationes, seu Conventicula, vulgo de liberi Muratori seu Francs Massons, aut alia quavis nomenclatura pro idiomatum varietate nuncupata, in quibus cuiuscumque Religionis, et Sectae homines affectata quadam contenti honestatis naturalis specie, arcto aeque, ac impervio foedere secundum leges, et statuta sibi condita invicem consociantur; quaeque simul clam operantur, tum districto iureiurando ad Sacra Biblia interposito, tum gravium poenarum exaggeratione inviolabili silentio obtegere adstringuntur.
Verum cum ea sit sceleris natura, ut se ipsum prodat, et clamorem edat sui indicem, hinc Societates, seu Conventicula praedicta vehementem adeo Fidelium mentibus suspicionem ingesserunt, ut iisdem aggregationibus nomen dare apud prudentes, et probos idem omnino sit, ac pravitatis, et perversionis notam incurrere; nisi enim male agerent, tanto nequaquam odio lucem haberent. Qui quidem rumor eo usque percrebuit, ut in plurimis Regionibus memoratae Societates per saeculi Potestates tanquam Regnorum securitati adversantes proscriptae, ac provide eliminatae iampridem extiterint.
§ 2. Nos itaque animo evolventes gravissima damna, quae ut plurimum ex huiusmodi Societatibus, seu Conventiculis nedum temporalis Reipublicae tranquillitati, verum etiam spirituali animarum saluti inferuntur, atque idcirco tum Civilibus, tum Canonicis minime cohaerere Sanctionibus, cum divino eloquio doceamur, die noctuque more servi fidelis, et prudentis Dominicae Familiae praepositi vigilandum esse, ne huiusmodi hominum genus veluti fures Domum perfodiant, atque instar Vulpium vineam demoliri nitantur, ne videlicet simplicium corda pervertant, atque innoxios sagittent in occultis, ad latissimam, quae iniquitatibus impune patrandis inde aperiri posset, viam obstruendam, aliisque de iustis, ac rationabilibus causis nobis notis, easdem Societates, Coetus, Conventus, Collectiones, Aggregationes seu Conventicula de liberi Muratori, seu Francs Massons, aut alio quocumque nomine appellata, de nonnullorum Venerabilium Fratrum Nostrorum Sanctae Romanae Ecclesiae Cardinalium Consilio, ac etiam motu proprio, et ex certa scientia, ac matura deliberatione nostris, deque Apostolicae potestatis plenitudine damnanda, et prohibenda esse statuimus, et decrevimus, prout praesenti nostra perpetuo valitura Constitutione damnamus, et prohibemus.
§ 3. Quocirca omnibus, et singulis Christifidelibus cuiuscumque status, gradus, conditionis, ordinis, dignitatis, et praeeminentiae, sive laicis, vel Clericis tam Saecularibus quam Regularibus, etiam specifica, et individua mentione, et expressione dignis districte, et in virtute sanctae obedientiae praecipimus, ne quis sub quovis praetextu, aut quaesito colore audeat, vel praesumat praedictas Societates, de liberi Muratori, seu Francs Massons, aut alias nuncupatas inire, vel propagare, confovere, ac in suis aedibus, seu Domibus, vel alibi receptare, atque occultare, iis adscribi, aggregari, aut interesse, vel potestatem, seu commoditatem facere, ut alicubi convocentur, iisdem aliquid ministrare, sive alias consilium, auxilium, vel favorem palam, aut in occulto, directe, vel indirecte per se, vel alios quoquo modo praestare, nec non alios hortari, inducere, provocare, aut suadere, ut huiusmodi Societatibus adscribantur, annumerentur, seu intersint, vel ipsas quomodolibet iuvent, ac foveant, sed omnino ab iisdem Societatibus, Coetibus, Conventibus, Collectionibus, Aggregationibus, seu Conventiculis prorsus abstinere se debeant, sub poena excommunicationis per omnes, ut supra contrafacientes ipso facto absque ulla declaratione incurrenda, a qua nemo per quemquam nisi per nos, seu Romanum Pontificem pro tempore existentem, praeterquam in articulo mortis constitutus, absolutionis beneficium valeat obtinere.
§ 4. Volumus insuper, et mandamus, ut tam Episcopi, et Praelati Superiores, aliique locorum Ordinarii, quam haereticae pravitatis ubique locorum deputati Inquisitores adversus transgressores cuiuscumque sint status, gradus, conditionis, ordinis, dignitatis, vel praeeminentiae, procedant, et inquirant, eosque tanquam de haeresi vehementer suspectos condignis poenis puniant, atque coerceant; iis enim, et eorum cuilibet contra eosdem transgressores procedendi, et inquirendi, ac condignis poenis coercendi, et puniendi, invocato etiam ad hoc, si opus fuerit, brachii saeculaaris auxilio liberam facultatem tribuimus et impartimur.
§ 5. Volumus autem ut earumdem praesentium transumptis, etiam impressis manu alicuius notarii publici subscriptis et sigillo personae in dignitate ecclesiastica constitutae munitis, eadem fides prorsus adhibeatur, quae ipsis originalibus litteris adhiberetur si forent exhibitae vel ostensae.
§ 6. Nulli ergo omnino hominum liceat hanc paginam nostrae declarationis, damnationis, mandati, prohibitionis et interdictionis infringere, vel ei ausu temerario contraire; si quis autem hoc attentare praesumpserit, indignationem omnipotentis Dei ac beatorum Petri et Pauli apostolorum eius se noverit incursurum.
Datum Romae, apud S. Mariam Maiorem, anno incarnationis dominicae MDCCXXXVIII, IV kalendas maii, pontificatus nostri anno VIII.
Clemens P.P. XII, 28 aprile 1738